# Seznam zájemců o kandidaturu ve volbě prezidenta České republiky 2013
Pro první přímou volbu prezidenta České republiky v lednu 2013 bylo ministerstvu vnitra podáno celkem 20 žádostí o registraci kandidátů, z toho jeden návrh byl podán skupinou senátorů, dva návrhy skupinami poslanců a zbylé návrhy jednotlivými navrhujícími občany. Jeden kandidát (Jan Toman) odstoupil z kandidatury ještě před rozhodnutím ministerstva. Ministerstvo vnitra zaregistrovalo všechny tři parlamentní nominace a 5 občanských nominací, u nichž shledalo dostatečný počet podpisů v petici na podporu kandidatury. Zbylých 11 žádostí ministerstvo zamítlo pro nesplnění podmínek, z toho u 3 návrhů poklesl počet podpůrných podpisů pod 50 000 až na základě odpočtu provedeného na základě kontroly údajů. Na základě stížností na chybné provedení odpočtu Nejvyšší správní soud nařídil ministerstvu vnitra zaregistrovat i Janu Bobošíkovou, čímž počet zaregistrovaných kandidátů dosáhl 9.
Řada dalších osobností oznámila záměr kandidovat nebo byl i zahájen sběr podpisů na jejich podporu, ale nakonec nebyl návrh na registraci podán. O možné kandidatuře řady dalších probíhaly spekulace, někteří kandidovat přímo odmítli.

## Zaregistrovaní kandidáti
Pořadová čísla 9 zaregistrovaných kandidátů vylosovala 14. prosince 2012 Státní volební komise, zastoupená Václavem Henychem a Ivou Ritschelovou.

### Parlamentní nominace
| Zaregistrovaní kandidáti | Zaregistrovaní kandidáti | Podporovatelé |
| ------------------------ | --- | --- |
| Jiří Dienstbier mladší   | (8) Jiří Dienstbier, senátor za Kladensko, zastupitel v Praze a místopředseda ČSSD, státní občan ČR a USA. 19. května 2012 ho Ústřední výkonný výbor ČSSD zvolil oficiálním kandidátem strany pro volbu prezidenta. Předpokládalo se, že má jistou parlamentní nominaci, ale i přesto se rozhodl sbírat podpisy občanů. Dne 21. října vedení strany oznámilo, že dosáhl 50 tisíc; k registraci předložil nominaci od 28 senátorů a 55 000 podpisů občanů. Navrhla jej skupina 27 senátorů (Ivo Bárek, Zdeněk Besta, Jiří Bis, Alena Gajdůšková, Petr Gawlas, Jan Hajda, Marcel Chládek, Miloš Janeček, Jaromír Jermář, Karel Kapoun, Miloš Malý, Antonín Maštalíř, Miroslav Nenutil, Jozef Regec, Eva Richtrová, Josef Řihák, Božena Sekaninová, Jaromír Strnad, Radek Sušil, Zdeněk Škromach, Milan Štěch, Josef Táborský, Martin Tesařík, Pavel Trpák, Petr Vícha, Dagmar Zvěřinová, Jan Žaloudík), jejich zmocněncem byl Pavel Uhl. | • Mediálně – Osobnosti: Jan Keller, Erazim Kohák, Anna Šabatová, Jindřich Štreit, Vlado Milunić, Eliška Wagnerová, Eva Kantůrková, Jan Kavan, Jan Rychlík, Pavel Mertlík, Vladimír Špidla, Monika MacDonagh-Pajerová, Petr Uhl, Pavel Barša, Arnošt Goldflam, Jiří Dědeček, Václav Umlauf, Martin Potůček, Václav Hořejší, Václav Žák, Ilona Švihlíková, Marek Hrubec, Vladimír Svatoň, Květoslava Kořínková, Milena Bartlová, Petr Kajnar, Jan Korytář, Radko Martínek, Martin Potůček, Eva Syková, Ivan Štampach, Jan Šimsa, Jiří Zlatuška, Jan Žaloudík – Strany: ČSSD, KSČM • Organizace: ProAlt • Finančně: ČSSD (16,3 milionů), Jiří Dienstbier (100 tisíc) viz účet Archivováno 13. 4. 2015 na Wayback Machine. |
| Karel Schwarzenberg      | (9) Karel Schwarzenberg, ministr zahraničních věcí a předseda strany TOP 09, státní občan ČR a Švýcarska, kandidaturu ohlásil 22. října 2011 na stranickém sněmu v Hradci Králové. Předpokládalo se, že má jistou parlamentní nominaci. Navrhlo jej 38 poslanců (Jiří Besser, Zdeněk Bezecný, Ludmila Bubeníková, Václav Cempírek, Josef Cogan, Jaromír Drábek, Jaroslav Eček, Jan Farský, Petr Gazdík, Martin Gregora, Alena Hanáková, Václav Horáček, Leoš Heger, Jan Husák, Jitka Chalánková, Rudolf Chlad, Michal Janek, Luděk Jeništa, Ladislav Jirků, Miroslav Kalousek, Jana Kaslová, Daniel Korte, Rom Kostřica, Václav Kubata, Helena Langšádlová, František Laudát, Jaroslav Lobkowicz, Pavol Lukša, Jiří Oliva, Vlasta Parkanová, Gabriela Pecková, Stanislav Polčák, Anna Putnová, Jaroslava Schejbalová, Jiří Skalický, Jan Smutný, Bořivoj Šarapatka, Renáta Witoszová), jejich zmocněncem byl Radek Lojda. iDnes uvedla, že kandidáta navrhlo všech 41 poslanců za TOP 09 a STAN. | • Strany: TOP 09, STAN • Organizace: Centrum současného umění DOX, Svaz skautů a skautek České republiky, Pražský kulinářský institut, Respekt (týdeník), Hospodářské noviny/ihned.cz • Osobnosti: Dan Bárta, Tereza Brodská, Věra Čáslavská, David Černý, Petr Čtvrtníček, Jitka Čvančarová, Vladimír Dlouhý Michal Dvořák, Vojtěch Dyk, Miloš Forman, Karel Gott, Tomáš Halík, Ivan M. Havel, Jiří Havelka, Jiří Hrdina, Roman Holý, Jan Hřebejk, Helena Illnerová, Ester Janečková, Petra Janů, Eva Jiřičná, Krištof Kintera, Ivan Klíma, Tomáš Klus, Diana Kobzanová, David Koller, Rudy Linka, Ivo Mathé, Vladimír Merta, Jiří Menzel, Vladimír Michálek, Ivan Mládek, Dana Němcová, Pavel Nový, Pavel Pafko, Martin Palouš, Leo Pavlát, Michal Pavlíček, Libor Pešek, Bolek Polívka, Marie Rottrová, Matěj Ruppert, Petr Rychlý, Roger Scruton, Petr Sís, Ondřej Sokol, Jiří Stránský, Jan Svěrák, Zdeněk Svěrák, Petr Šabach, Jiřina Šiklová, Jan Švejnar, Ivan Trojan, Ondřej Vetchý, Vladimir 518, Tereza Voříšková, Zdeněk Zelenka • Finančně: TOP 09 (6 milionů), STAN (1 milion), Karel Schwarzenberg (2 miliony), jednatel firmy Orlík nad Vltavou Jan Schwarzenberg (1 milion), Václav Dejčmar (2,5 milionu), Viliam Sivek (2 miliony), Libor Winkler (5 milionů) a Petr Václavík (1,5 milionu). viz účet • V druhém kole volby: Petra Buzková, ODS, Zuzana Roithová, Přemysl Sobotka |
| Přemysl Sobotka          | (5) Přemysl Sobotka, od 1996 senátor za Liberecko, 2004–10 předseda a jinak místopředseda Senátu, bývalý člen výkonné rady Občanské demokratické strany. O Sobotkovi, který byl jako předseda Senátu druhým nejvýše postaveným politikem, jako nástupci prezidenta Klause se mluvilo dlouho; sám vyjádřil zájem nejpozději v lednu 2010 a oficiálně oznámil kandidaturu 23. září 2011. V červnu 2012 ve stranických primárkách porazil Evžena Tošenovského, europoslance a bývalého moravskoslezského hejtmana, 61 % hlasů. Předpokládalo se, že má jistou parlamentní nominaci. Byl navržen skupinou 51 poslanců (Walter Bartoš, Václav Baštýř, Jan Bauer, Marek Benda, Petr Bendl, Zdeněk Boháč, Jan Bureš, Jan Čechlovský, Jana Černochová, František Dědič, Pavel Drobil, Radim Fiala, Dana Filipi, Jana Fischerová, Jan Florián, Ivan Fuksa, Zdeňka Horníková, Tomáš Chalupa, Miroslav Jeník, Radim Jirout, Lenka Kohoutová, Jaroslav Krupka, Jan Kubata, Jaroslav Martinů, Václav Mencl, Petr Nečas, Miroslava Němcová, Vít Němeček, Jan Pajer, Jiří Papež, Jaroslav Plachý, Jiří Pospíšil, Aleš Rádl, Ivana Řápková, František Sivera, Pavel Staněk, Zbyněk Stanjura, Pavel Suchánek, Pavel Svoboda, Igor Svoják, David Šeich, Marek Šnajdr, Boris Šťastný, Jiří Šulc, Petr Tluchoř, Tomáš Úlehla, Jan Vidím, Vladislav Vilímec, David Vodrážka, Ivana Weberová, Jaroslava Wenigerová), jejich zmocněncem byl Jan Kočí. Podle iDnes.cz kandidátní listinu podalo 51 poslanců a 23 senátorů. | • Strana: ODS • Osobnosti: Kristian Kodet, Zdenek Merta, Michal Pavlata, Filip Renč, Bára Štěpánová • Finančně: ODS (4,6 milionu) viz účet |

### Občanské nominace
| Zaregistrovaní kandidáti | Zaregistrovaní kandidáti | Podporovatelé |
| ------------------------ | --- | --- |
| Jana Bobošíková          | (3) Jana Bobošíková, bývalá redaktorka TV Nova, poslankyně Evropského parlamentu 2004–9 a kandidátka na prezidentku za KSČM ve druhé z voleb 2008; předsedkyně strany Suverenita – Blok Jany Bobošíkové. Úmysl kandidovat oznámila 9. února 2012. Potřebných 50 000 podpisů získala na konci září 2012. Navrhla ji Eva Morávková a přiložila petici s 56 191 podpisů. Zjištěná chybovost byla v prvním vzorku 7,7 % a ve druhém 11,5 %, ministerstvo odečetlo cca 19,2 % (10 762) jako neplatných, za platné uznalo 45 428. Nejvyšší správní soud rozhodl o tom, že výpočet byl chybný, a nařídil registraci kandidátní listiny.                     | • Mediálně – Osobnosti: Helena Vondráčková a Martin Michal, Luděk Kvapil – Organizace: občanská iniciativa Akce D.O.S.T., • Finančně: nezveřejněno |
| Jan Fischer              | (2) Jan Fischer, bývalý předseda ČSÚ, úřednický premiér 2009–10 a následně viceprezident Evropské banky pro obnovu a rozvoj. Kandidaturu oznámil 8. února 2012, ihned po schválení přímé volby Senátem. Není členem žádné politické strany. 27. srpna 2012 oznámil, že nasbíral 50 tisíc podpisů potřebných k podání kandidatury. Navrhl ho prof. MUDr. Jan Pirk, DrSc a přiložil petici s více než 101 261 podpisů s plnými údaji, z nichž MV uznalo po odpočtu 77 387 podpisů. | • Mediálně: Petr Eliáš, Milan Hein, Milan Horvát, Jan Hrušínský, Václav Hudeček, Jiří Macháček, Josef Masopust, Edvard Outrata, Jan Přeučil, Zdeněk Troška, Vladimír Růžička, Vítězslav Mácha, Jan Jindra, Otakar Janecký, Patrik Eliáš • Finančně: spolumajitel Třineckých železáren Tomáš Chrenek (14 mil.) majitel směnáren Exchange Mikuláš Šveda (2 mil.), Jan Fischer (2 miliony), Daniel Paľko (1,5 milionu) • Jinak : Jaromír Soukup poradenstvím viz účet |
| Taťana Fischerová        | (4) Taťana Fischerová, herečka, nestranická poslankyně za Unii svobody 2002–6, neúspěšná kandidátka do Senátu za hnutí Zelení 2006, občanská aktivistka a předsedkyně Klíčového hnutí. Kandidaturu oznámila koncem července 2012. Navrhl ji Robin Čumpelík a přiložil petici se 72 610 podpisů, z nichž MV uznalo jako platných 64 961. | • Osobnosti: Jan Hnízdil; Petr Vacek, Jan Kačer, Jiří Zemánek, Jan Budař, Marta Kubišová, Josef Somr, Vladimír Merta, Dagmar Andrtová, Alfred Strejček, Nela Boudová, Miloš Rejchrt a Klára Cibulková; Igor Chaun, Roman Smetana, Václav Krása • Politické strany: Klíčové hnutí, Strana zelených • Organizace: ProAlt • Finančně: drobní přispěvatelé viz účet Archivováno 23. 1. 2014 na Wayback Machine. |
| Vladimír Franz           | (7) Vladimír Franz, postmoderní hudební skladatel a malíř, vedoucí Kabinetu scénické hudby DAMU. Kandidaturu oznámil 30. července 2012 v reakci na facebookovou iniciativu svých příznivců. Dne 5. listopadu oznámil, že nasbíral 50 tisíc podpisů. Navrhl ho Jakub Hussar prostřednictvím zmocněnkyně Kateřiny Šustové a přiložil petici s 88 388 podpisů, z nichž MV uznalo jako platných 75 709. | • Media: Česká pozice • Osobnosti: Tomáš Hanák, Jiří Srstka; Ondřej Havelka, Jan Hřebejk, Václav Marhoul, Martin Zbrožek, Ota Jirák, Petr Vachler, Jiří Surůvka a Roman Sejkot, Daniel Landa, Bolek Polívka, Pavel Kohout • Finančně: drobní přispěvatelé viz účet, dále viz volební účet Archivováno 21. 8. 2020 na Wayback Machine. |
| Zuzana Roithová          | (1) Zuzana Roithová, europoslankyně a bývalá ministryně zdravotnictví KDU-ČSL. Kandidaturu oznámila 23. února 2012. Uvedla, že měla nabídku nominace 10 senátory, ale rozhodla se i přesto sbírat 50 000 podpisů občanů. Jejich dosažení oznámila 1. října. Navrhl ji Jan Sokol prostřednictvím zmocněnce Martina Horálka a přiložil petici s více než 80 000 podpisů, z nichž MV uznalo jako platných 75 066. | • Strany: KDU-ČSL • Osobnosti: Ivan Klíma, Michal Horáček, Jiří Grygar, Jan Sokol, Hana Marvanová • Finančně: drobní přispěvatelé[zdroj?] |
| Miloš Zeman              | (6) Miloš Zeman, bývalý předseda České strany sociálně demokratické, premiér a neúspěšný kandidát ve druhé volbě v únoru 2003. Zakladatel a čestný předseda Strany Práv Občanů ZEMANOVCI. Úmysl kandidovat deklaroval 7. února 2012, avšak definitivní rozhodnutí o účasti ve volbě podmiňoval peticí, kterou by podepsalo velké množství lidí. Svůj úmysl definitivně potvrdil 26. června, kdy jako první nasbíral 50 tisíc podpisů na svoji podporu. Navrhl ho Ing. Vratislav Mynář, o němž se v rozhodnutí ministerstva píše, že je sám svým zmocněncem, a přiložil petici s více než 105 tisíci podpisů, z nichž MV uznalo jako platných 82 856. | • Mediálně: Marie Benešová, Lucie Bílá, Jiřina Bohdalová, František Ringo Čech, Martin Dejdar, Jaroslav Foldyna, Daniel Hůlka, Laďa Kerndl, Tereza Kerndlová, Livia Klausová, Valtr Komárek, Lukáš Konečný, Blanka Matragi, Antonín Panenka, Jiří Paroubek, Vladimír Remek, Filip Renč, Felix Slováček, Zdeněk Škromach, Jana Šulcová, Radim Uzel, Marek Vašut, Helena Vondráčková, – Strany: SPOZ, KSČM, KSČ • Finančně: lobbista a bývalý dlouholetý člen KSČ Miroslav Šlouf (1 milion), místopředseda SPOZ a zároveň český jednatel ruské firmy Lukoil Martin Nejedlý (1 milion), SPOZ (2 miliony), František Gajdoš (1 milion) o. s. Přátelé Miloše Zemana (650 tisíc) viz účet • V druhém kole volby: Václav Klaus |

### Členství v KSČ
Členy KSČ byli z kandidátů Jan Fischer (1980–1989) a Miloš Zeman (1968–1970/vyloučen).

## Uchazeči, jejichž kandidátní listina byla odmítnuta
Ministerstvo vnitra České republiky dostalo celkem 20 kandidátních listin, z nichž k 9 nebyla přiložena petice s nejméně 50 tisíci podpisů a mnohé nevyhověly dalším formálním podmínkám. Jeden z kandidátů se vzdal kandidatury, 8 kandidátům ministerstvo registraci zamítlo bez ověřování podpisů pro jejich nedostatečný počet a další tři kandidáty ministerstvo odmítlo zaregistrovat po kontrole podpisů, při které počet uznaných klesl pod 50 000. Devět z jedenácti zamítnutých uchazečů se obrátilo se stížností na Nejvyšší správní soud České republiky. Ten rozhodl, že MV použilo k odpočtu nesprávný vzorec a musí dodatečně zaregistrovat Janu Bobošíkovou, ostatní návrhy na změny rozhodnutí zamítl.
|                 | | Podporovatelé |
| --------------- | --- | --- |
| Vladimír Dlouhý | Vladimír Dlouhý, do 1997 ministr průmyslu a obchodu a místopředseda ODA, poté ekonomický konzultant Goldman Sachs. Kandidaturu oznámil v rozhovoru pro Lidové noviny 22. června 2012. Dne 5. října 2012 oznámil, že nasbíral 50 000 podpisů. Navrhl ho prof. MUDr. Vladimír Beneš, Dr.Sc., prostřednictvím zmocněnce Ladislava Vostárka a přiložil petici s 59 165 podpisů. Zjištěná chybovost byla v prvním vzorku 16,2 % a ve druhém 18,2 %, ministerstvo odečetlo cca 34,4 % (20 478) jako neplatných, za platné uznalo 38 686. NSS rozhodl, že výpočet byl chybný, avšak i podle správného vzorce by Dlouhý měl méně než 49 tisíc hlasů; zamítnutí registrace tak nebylo dotčeno. | • Mediálně – Osobnosti: architekt Jakub Cigler, Václav Cílek, podnikatel Zbyněk Frolík, Cyril Höschl, Jan Hřebejk, Pavel Pafko, Karel Poborský, • Finančně: majitel firmy Unicorn Vladimír Kovář (2 miliony), firma BGS Energy Plus (1,6 milionu), společnost Euro Energy (500 tisíc), podnikatel František Vaculík (500 tisíc) |
| Tomio Okamura   | Tomio Okamura, podnikatel a viceprezident Asociace českých cestovních kanceláří a agentur, od říjnových voleb 2012 nezávislý senátor za obvod Zlín. V červnu uvedl, že o kandidatuře rozhodne podle své podpory v senátní volbě; už počátkem října ale začal sbírat podpisy pod petici a vyjednávat o podpoře i se zákonodárci. Ve 2. kole 19. října byl zvolen senátorem a definitivně kandidaturu potvrdil. Dne 5. listopadu oznámil, že nasbíral 61 500 podpisů. Kandidátní listinu podal Stanislav Brunclík, který je, jak se uvádí v rozhodnutí ministerstva, sám svým zmocněncem, a přiložil petici s 61 966 podpisů. Zjištěná chybovost byla v prvním vzorku 19,4 % a ve druhém 23 %, ministerstvo odečetlo cca 42,4 % (26 215) jako neplatných, za platné uznalo 35 750. NSS rozhodl, že výpočet byl chybný, avšak i podle správného vzorce by Okamura měl méně než 49 tisíc hlasů; zamítnutí registrace tak nebylo dotčeno. | • Osobnosti: Pavel Horváth, Dalibor Janda • Finančně: drobní přispěvatelé viz účet |

| Klára Alžběta Samková, byla zároveň navrhovatelkou. Advokátka, 1990–2 poslankyně Federálního shromáždění za OF, 2003 neúspěšně navržená prezidentem Klausem za ústavní soudkyni, od 2010 zastupitelka TOP 09 v Praze 2. Kandidaturu oznámila 5. srpna 2012 a zprvu uváděla, že nasbírala jen asi 5000 podpisů, stěžovala si, že lidé se bojí ji podpořit a že nelze použít elektronický podpis; po zamítnutí žádosti uvedla, že předložila kolem 1210 podpisů. K žádosti přiložila 128 podpisových archů s 1076 podpisy, ministerstvo však zpočátku uvedlo, že odevzdala pouze 128 podpisů, což Nejvyšší správní soud vyhodnotil jako písařskou chybu. Prohlásila, že jejím cílem je po zamítnutí napadnout zákon o přímé volbě jako protiústavní zejména kvůli nutnosti sběru velkého množství podpisů, a přes Nejvyšší správní soud dosáhnout zrušení zákona Ústavním soudem. |
| Petr Cibulka, byl zároveň navrhovatelem, zmocněncem navrhovatele je Miloslava Jebavá. Aktivista a publicista, předseda politické strany Volte Pravý Blok www.cibulka.net, zveřejnil 27. února 2012 na svém webu výzvu, aby lidé svými podpisy podpořili jeho kandidaturu. Přiložil k návrhu petici o 309 podpisových arších s celkem 319 podpisy. Ve stížnosti k NSS uvedl, že získal podpisy 253 726 občanů, které byly zadrženy na poště a použity na podporu ostatních kandidátů, což soud označil za krajně nevěrohodnou spekulaci nepodloženou žádnými relevantními důkazy, a proto k tomuto tvrzení nepřihlédl. |
| Anna Kašná. V kandidátní listině, která byla doručena elektronicky bez možnosti ověření elektronického podpisu (a v rozhodnutí ministerstva se neuvádí, kým a z jaké adresy byla odeslána), bylo uvedeno, že navrhovatelem je 20 poslanců a 10 senátorů, ale chyběl jejich návrh i seznam i údaje o zmocněnci a volebním výboru a řada dalších náležitostí. Chyběly rovněž údaje o pohlaví, věku, zaměstnání nebo povolání i stranické příslušnosti kanidátky, ty však byly na žádost doplněny. Uchazečka je magistra práva ze Šumperka, provozovatelka poradenství v oblasti zahraničního obchodu, členka Koruny České. Ve volební stížnosti Nejvyššímu správnímu soudu napsala, že její majetky byly tunelovány, byla účastníkem restitučních a dalších sporů a po autonehodě je odkázána na invalidní vozík. |
| Jiří Kesner, byl zároveň navrhovatelem. Přiložil petici o 17 podpisových arších s 54 podpisy a později ji u soudu hájil tím, že byla podána ještě před účinností zákona o volbě prezidenta a tedy podle jeho přechodného ustanovení by měla být uznána, protože splňovala náležitosti zákona o právu petičním. Soud tuto argumentaci neuznal. Jako jediný z kandidátů podal Nejvyššímu správnímu soudu nejen návrh směřující k jeho zaregistrování, ale také návrh na zrušení registrace všech ostatních kandidátů. Inženýr, konstruktér z Dománovic v okrese Kolín, V roce 2002 byl zvolen obecním zastupitelem v Dománovicích. |
| Karel Světnička, byl zároveň navrhovatelem, ačkoliv na kandidátní listině nebylo uvedeno, kdo ji podává. Kandidaturu podal 6. listopadu 2012. Jako zmocněnec navrhovatele byl uveden další kandidát Jan Toman, ačkoliv podle zákona kandidát na prezidenta nesmí být zmocněncem navrhovatele a tedy to ministerstvo považovalo za závadu. V reakci na výzvu k odstranění závad Jan Toman ohlásil vzdání se své kandidatury a tím se stal způsobilým k funkci zmocněnce Karla Světničky. K návrhu byla přiložena petice o 5 arších s 26 podpisy, a to až dodatečně 22. listopadu. Stížnost k Nejvyššímu správnímu soudu podal a byla zamítnuta. Ve stížnosti uplatnil především námitky k zákonu, a to jak k samotnému požadavku podpisů, tak k tomu, že podpisy fakticky nejsou kontrolovány. Když o něm Znojemský deník psal jako o volebním stěžovateli, považoval to za pejorativní označení, které ho může poškodit v zaměstnání, protože to vypadá, jako by byl nějaký kverulant. Absolvent bakalářského studia oboru Místní správa na Právnické fakultě MU v Brně a magisterského studia na právnické fakultě ZČU v Plzni a souběžně na UK v Praze, student politologie na FSV UK v Praze, stážista na Jagelonské univerzitě v Krakově, student regionalistiky a veřejné správy na VŠE v Praze. V letech 1992 až 2007 působil jako kontrolor nejprve na ministerstvu státní kontroly ČR, poté na Nejvyšším kontrolním úřadu. Mezi své zásluhy řadí zastavení předražené ekologické superzakázky či objevení metody, jak najít zmizelý majetek po SSM, nalezení mnohamiliónových podvodů generála Štěpána od hasičů, nalezení právních důkazů ohledně Bakalovy kauzy s byty OKD na Ostravsku či majetkové problémy Ústavu pro studium totalitních režimů. |
| Iveta Heimová, učitelka a výtvarnice z Opavy, byla zároveň navrhovatelkou. Nedodala žádnou petici. Stížnost byla Nejvyšším správním soudem zamítnuta, protože byla podána o den pozdě. Dopisem senátu a sněmovně žádala o podporu senátorů a poslanců, přičemž se zároveň přimlouvala za uzákonění možnosti přihlásit se do kandidatury i bez podpůrné petice. Ve svém volebním programu prosazuje například odstranit zadluženost amnestií dluhů, nabízí klíč, jak postoupit do vyšších světů a vyzývá k naslouchání svým srdcím skrze napojení na zdroj, abychom uslyšeli pravdu. Svůj program nadepsala jako „napsaný jedním z nejinspirativnějších ženských hlasů, volajících po změně na této planetě, který vám otevře srdce a zrak“. Na svém webu vystavuje svůj diplom z roku 1964 na jméno Ivety Halenkovičové o magisterském titulu z Pedagogické fakulty Univerzity Palackého v oboru učitelství všeobecně vzdělávacích předmětů ruský jazyk a výtvarná výchova. |
| Jindřiška Nazarská, učitelka a výtvarnice ze Lčovic, byla zároveň navrhovatelkou. Předložila 1 petiční roli s 22 podpisy a 158 petičních archů, z čehož 153 archů neobsahovalo žádný záznam a na prvních pěti arších bylo 38 podpisů, celkem tedy 60 podpisů. Neuvedla mnoho z povinných náležitostí kandidátní listiny. Proti zamítnutí registrace nepodala stížnost. Členka místního sdružení ODS ve Čkyni. Absolventka pedagogické fakulty, tři roky vyučovala na prvním stupni základní školy, pak se stala malířkou. V roce 2011 našla nabídku švédské firmy, jak rychle vydělat peníze tím, že si nechá na účet posílat peníze a pak je pošle dál, za což dostane provizi. Když na ni bylo podáno trestní oznámení kvůli účasti na praní špinavých peněz (legalizaci výnosů z trestné činnosti), protestovala několik týdnů ve spacáku před okresním ředitelstvím policie ve Strakonicích a tvrdila, že se stala obětí podvodu. |
| Roman Hladík z Neratovic. Dodal petici o třech arších s 18 podpisy, z čehož ministerstvo usoudilo, že navrhovatelem je občan. Chyběly údaje o volebním výboru a volebním účtu. Proti zamítnutí registrace nepodal stížnost. Všestranný živnostník. |

## Uchazeč, který se vzdal kandidatury
- Jan Toman z Bechyně, navrhovatel nebyl neuveden. Kandidaturu podal dne 6. listopadu 2012 a zároveň ustanovil svým zmocněncem Mgr. Bc. Karla Světničku, který ovšem rovněž kandidoval. Podle zákona kandidát na prezidenta nesmí být zmocněncem navrhovatele a tedy to ministerstvo považovalo za závadu. Dne 22. listopadu 2012 ministerstvo obdrželo vzdání se kandidatury pana Mgr. et Mgr. Jana Tomana.[112]

## Osoby, které ohlásily úmysl kandidovat, ale nebyly navrženy
- Pavel Kořán, podnikatel v oblasti optomechaniky a laserových systémů. Úmysl kandidovat ohlásil 5. října 2012.[120][121][122] 6. listopadu uznal, že nenasbíral dostatek podpisů (jen 43 252), a veřejnosti doporučil volit skutečně nezávislé kandidáty.[123]
- Tomáš Vandas, předseda Dělnické strany sociální spravedlnosti, oznámil kandidaturu 3. března 2012.[124] Počátkem listopadu kandidaturu vzdal s tím, že získal přes 39 tisíc podpisů; prohlásil, že mezi parlamentními a neparlamentními kandidáty nepanuje rovnost.[125]
- Ladislav Jakl, ředitel politického odboru Kanceláře prezidenta republiky.[126][127] Zvítězil v primárkách Strany svobodných občanů, a stal se tak 17. června 2012 jako nestraník jejím oficiálním uchazečem.[128] 6. listopadu uznal, že shromáždil jen asi 25 tisíc podpisů. Měl prý se jejich sběru věnovat usilovněji.[129]
- Jiří Karas, poslanec KDU-ČSL 1990–2006 a bojovník proti potratům, velvyslanec České republiky v Bělorusku. Kandidaturu vyhlásil 1. května 2012 na svých webových stránkách.[130] Na přelomu října a listopadu kandidaturu stáhl, získal jen osmnáct tisíc podpisů.[131]
- Rut Kolínská, zakladatelka sítě Mateřských center v České republice. Kandidaturu ohlásila 13. září 2012,[132] nasbírala necelých 7 tisíc podpisů.[133]
- Karel Randák, bývalý ředitel Úřadu pro zahraniční styky a informace, bývalý člen správní rady Nadačního fondu proti korupci.[134] Podporovali ho Jan Švejnar,[135] Jan Urban, Radim Jančura, Stanislav Bernard a Jan Hnízdil.[136] Nasbíral několik tisíc podpisů[137] a neúspěšně jednal se senátory.[138]
- Luděk Kvapil, starosta Kmetiněvsi, autor Kmetiněveské výzvy proti mladistvým vrahům, neúspěšný kandidát do senátu za TOP 09 a STAN z roku 2011. Suverenita ho 13. srpna 2012 představila jako dalšího možného kandidáta vedle Jany Bobošíkové.[139] Kvapil uvedl, že svůj úmysl kandidovat oznámil už v únoru, jako jeden z prvních. 16. srpna ovšem svou kampaň ukončil a podpořil Janu Bobošíkovou.[140]
- Evžen Tošenovský, poslanec Evropského parlamentu, ostravský primátor 1993–2001, hejtman Moravskoslezského kraje 2000–8, v prosinci 2002 protikandidát Mirka Topolánka na předsedu ODS. Vyhlásil kandidaturu v dubnu 2012,[141] v červnu však prohrál ve vnitrostranických primárkách proti Přemyslu Sobotkovi s 39 % hlasů.
- Emil Adamec, sochař. Úmysl kandidovat s cílem obnovit monarchii oznámil 8. srpna 2012 na svých webových stránkách.[142]
- Martin Fafejta, sociolog Univerzity Palackého. Úmysl kandidovat oznámil počátkem srpna 2012 na Facebooku a potvrdil Žurnálu Univerzity Palackého.[143]
- Jana Lysoňková, moravská kartářka, vědma a léčitelka. Úmysl kandidovat oznámila 17. srpna 2012.[144][145][146][147]
- Karel Muzikář starší, podnikatel[148]
- Jaroslav Popelka, 21. srpna 2012 jeho úmysl kandidovat ohlásili aktivisté Holešovské výzvy, kteří jej v prohlášení označili za svého vůdce a symbol svých myšlenek.[149]
- Vladimír Stehlík, bývalý ředitel a majitel Poldi Kladno, ohlásil úmysl kandidovat 23. února 2012[150]
- Jan Šinágl, angažovaný občan a nezávislý publicista, úmysl kandidovat ohlásil na svých webových stránkách na začátku září 2012.[151]
- Jaroslav Vojtek, podnikatel. Schválený uchazeč neparlamentní Československé strany socialistické. Jeho volebním heslem je „Nemluv a ukaž“.[152][153]
- Josef Toman. Úmysl kandidovat ohlásil na svých webových stránkách www.dekujemeodejdete.cz dne 3. února 2012.[154][155][156] Charakterizuje se jako konspirační teoretik. Uvádí, že napomohl pádu korporace Enron a pracoval pro americké univerzity Caltech a UCLA.
- Vojtěch Dyk, herec a zpěvák skupiny Nightwork, aktivista,[157][158] oznámil úmysl kandidovat 4. června 2012 s tím, že kvůli nízkému věku (narozen 1985) sbírá na webu petiční podporu pro snížení věkové hranice na 25 let a další ústavní změny role prezidenta; k 23. srpnu uváděl 5579 podpisů z vytčeného cíle 10 000, v listopadu 5986.[159] Jeho kandidatura je často označována za recesistickou.[160]

## Osoby, které nabídku kandidovat odmítly
Úřadující prezident Václav Klaus, zvolený v únoru 2003 a podruhé 2008, podle čl. 57 odst. 2 Ústavy nemůže kandidovat ve třetím období po sobě. V prosinci 2009 ovšem deklaroval, že by nekandidoval ani v případě, že by změna ústavy jeho účast v přímé volbě umožnila.
Následující lidé byli uváděni jako potenciální nebo vhodní kandidáti nebo jim byla kandidatura přímo nabízena, ale odmítli:
- Cyril Höschl, psychiatr, profesor 3. LF UK, ředitel Psychiatr. centra Praha, publicista, neúspěšný senátní kandidát za ODA 1996, v dubnu 2012 odmítl účast v primárkách ODS;[162] vyslovil podporu Vladimíru Dlouhému.[163]
- Livia Klausová, první dáma, odmítla podobné spekulace a výzvy již v březnu 2011[164]
- Miroslava Němcová, předsedkyně Poslanecké sněmovny, místopředsedkyně ODS. V dubnu 2012 těsně před začátkem stranických primárek se odmítla jich účastnit,[165] přestože se s ní obecně počítalo. Nečekané odmítnutí údajně zhoršilo její vztahy s předsedou Nečasem.
- Petr Pithart, první polistopadový premiér ČR, předseda a místopředseda Senátu (KDU-ČSL) 1996–2012, prezidentský kandidát Čtyřkoalice v první z voleb 2003[166]
- Vladimír Remek, poslanec Evropského parlamentu za KSČM, bývalý kosmonaut a diplomat, nestraník, odmítl v únoru 2012;[167] v listopadu řekl, že bude volit Miloše Zemana.
- Pavel Rychetský, předseda Ústavního soudu, bývalý senátor a místopředseda vlády ČSSD[168]
- Vladimír Špidla, bývalý premiér a předseda ČSSD a eurokomisař. Na podzim 2011 kandidaturu nevylučoval;[169] poté, co o nominaci ČSSD usiloval Jiří Dienstbier, se v květnu 2012 přidal k jeho podpůrcům.[11]
- Jan Švejnar, profesor ekonomie na University of Michigan, zakladatel think tanku IDEA, Klausův protikandidát ve volbách 2008, nestraník.[170] Na jaře 2012 jednal o podpoře s ČSSD, ale s tou se rozešel; v září oznámil, že kandidovat nebude.[171] Odůvodnil to nedostatkem finanční podpory. Těsně před uzavřením nominací se v médiích psalo o úmyslu některých senátorů ho nominovat.
- Tomáš Töpfer, divadelník a restauratér, nestranický senátor za ODS 2006–2012, v dubnu 2012 odmítl účast v primárkách ODS[162][172]
- Zdeněk Tůma, guvernér České národní banky 2000–10, poté neúspěšný kandidát na pražského primátora za TOP 09
- Miroslav Vacek, poslední náčelník Generálního štábu ČSLA a ministr národní obrany, člen KSČM odmítl na jaře 2012[173][174][175]

## Časová osa
Za předvolební kampaně jednotlivých uchazečů lze označit období ode dne, kdy dotyčný uchazeč či uchazečka ohlásili úmysl kandidovat do dne, kdy takový úmysl odvolali nebo nesplnili podmínky po postup do další fáze. Časovou osu takových předvolebních kampaní zobrazuje následující diagram:
Legenda: